# Tito Azzolini
Tito Azzolini (Bologna, 3 giugno 1837 – Bologna, 8 dicembre 1907) è stato un architetto, ingegnere e scenografo italiano, attivo principalmente a Bologna e dintorni.

## Biografia

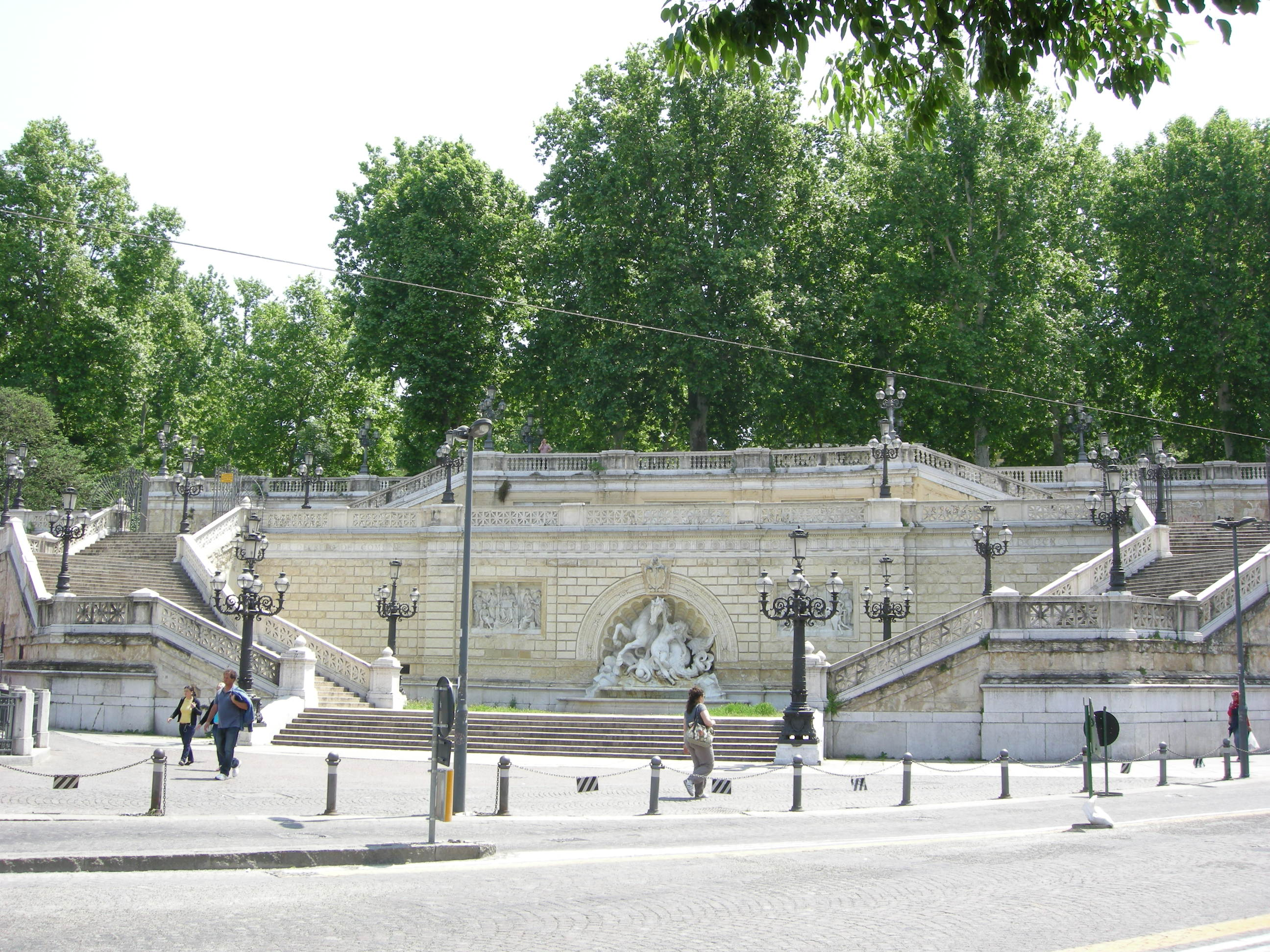
Il Pincio della Montagnola a Bologna, progetto di Muggia e Azzolini

Tito Azzolini nacque a Bologna il 3 giugno 1837.
Dopo aver frequentato il Collegio artistico Venturoli, a cui accedette per concorso, studiò architettura e prospettiva all'Accademia di Belle Arti di Bologna sotto la guida di Francesco Cocchi.
Per alcuni anni lavorò come decoratore e scenografo per diversi teatri, tra cui il Teatro Apollo di Roma, finché nel 1867 venne nominato professore d'ornato al Regio Istituto di Belle Arti di Bologna. Fu anche consigliere comunale e ispettore agli scavi archeologici e ai monumenti.
Il Comune di Bologna, che intendeva portare in scena grandi opere al Teatro Comunale, lo inviò a studiare le decorazioni sceniche dei teatri di Vienna e Monaco, in particolare quelle delle opere wagneriane.
Come architetto collaborò alla progettazione di due nuovi teatri, a Bologna e a Senigallia, dove contribuì anche a progettare il nuovo cimitero. Suo anche il progetto per la facciata del palazzo municipale di Budrio.
Insieme all'ingegnere Attilio Muggia realizzò la Scalea della Montagnola tra il 1893 eil 1896.

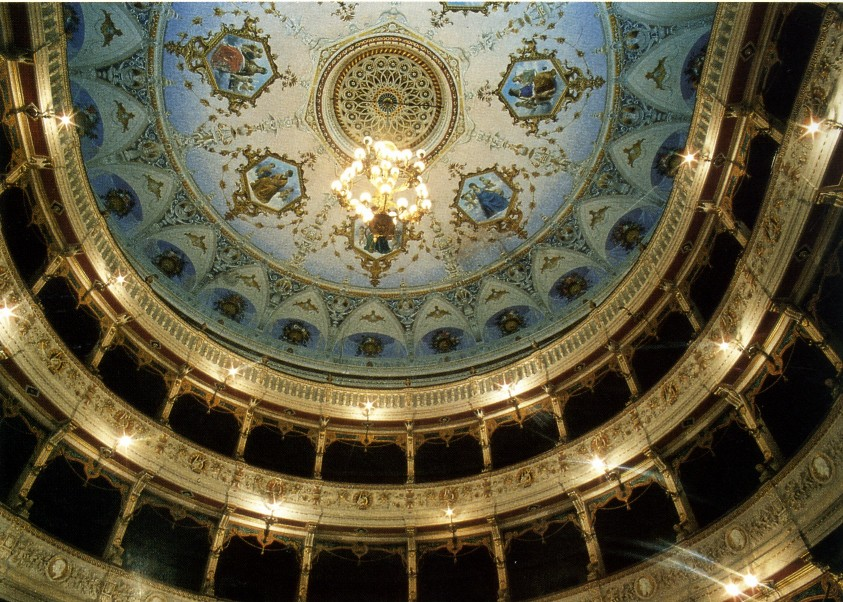
Plafone del Teatro Comunale di Cagli

In collaborazione con il perugino Alessandro Venanzi realizzò le decorazioni della volta del teatro di Cagli costruito nel 1870-1878 dall'architetto Giovanni Santini.
Azzolini contribuì al restauro di Casa Vecchietti (1883); Casa Gradi detta Casa dei Carracci (1884); casa della Garisenda; villa Codronchi Argeli di Castel San Pietro dell’Emilia detta Coccapane; la chiesa di San Michele in Bosco (rifacimento della cupola del campanile, 1890); il Castello di San Martino sopra Zena, la chiesa di San Marone a Porto Civitanova, la facciata del palazzo comunale di Vergato.
Presentò anche una proposta per il palazzo della Cassa di Risparmio di Pistoia, vincendo il concorso nazionale nel 1897: le regole del concorso prevedevano l'intervento su un palazzo in stile rinascimentale che richiamasse il Quattrocento fiorentino e ispirato a Palazzo Strozzi.
La sua proposta per il Vittoriano a Roma vinse invece "solo" il secondo premio. 
Ottenne il primo premio per il progetto monumento ai Caduti durante le Cinque Giornate di Milano, ma il suo progetto non fu mai realizzato. Vinse un secondo premio per il progetto della facciata del Duomo di Milano.
Nel 1904 succedette a Enrico Panzacchi alla presidenza dell'Accademia di Belle Arti.
Tito Azzolini si spense a Bologna l'8 dicembre 1907. È sepolto nella tomba di famiglia, nel Chiostro VI della Certosa di Bologna, su cui Carlo Parmeggiani ha scolpito a rilievo un'allegoria dell'Architettura.